# Otto Gehle
Otto Gehle (1. května 1901 Hamburk – 24. dubna 1947 Praha) byl za protektorátu příslušníkem kladenského gestapa, kam byl v listopadu 1940 převelen z Havlíčkova Brodu. Během svého působení na gestapu v Kladně zatkl 15 osob, 10 z nich druhou světovou válku nepřežilo.

## Život

### Jaro 1945
V únoru 1945 byl Otto Gehle převelen z Kladna do školy pro důstojníky SS. Později nejspíš nastoupil k pancéřovému pluku 31. Freiwilligen Panzer-Grenadier Division. S touto jednotkou se účastnil bojů proti Rudé armádě. Poté, co byl tento útvar rozbit, velel Otto Gehle oddílu asi čtyř desítek zraněných s nimiž ustoupil do Dobříše. V Dobříši zůstali až do 9. května 1945. A bylo to právě 9. května 1945, kdy se on a jeho muži začali stahovat do Plzně. Poblíž Berouna byli ale odzbrojeni. Otto Gehle se spolu s lékařem jednotky pokusil ujet automobilem, ale byli zastaveni. Při pokusu o aktivní odpor byl lékař zabit a Otto Gehle zajat.

### Jaro 1947
Hlavní přelíčení s Ottou Gehlem a dalšími příslušníky kladenského gestapa bylo zahájeno na Pankráci v Praze 27. března 1947 v půl desáté dopoledne. Soudnímu přelíčení předsedal přednosta mimořádného lidového soudu Vladimír Kozák. Všichni obvinění vinu popírali, svalovali na jiné nepřítomné osoby a umenšovali ji. Na svoji obhajobu uváděli příklady případů, kdy údajně zabránili zatčení některých osob nebo kdy již zadrženým lidem údajně pomáhali. Dne 24. dubna 1947 byl vynesen rozsudek (měl 79 stran) a to včetně šesti trestů smrti. Jednalo se o Haralda Wiesmanna, jeho zástupce Thomase Thomsena, Oskara Felkla, Waltera Forstera, Otto Gehla a Rudolfa Vlčka. Všech šest mužů odsouzených k nejvyššímu trestu bylo popraveno 24. dubna 1947 mezi 16.20 a 17.51 hodinou. Poprava oběšením byla vykonána v Praze v Pankrácké věznici. Jeho tělo bylo pohřbeno do anonymního (neoznačeného) šachtového hrobu na Ďáblickém hřbitově v Praze.